# Штарк, Зигфрид
Зигфрид Штарк (нем. Siegfried Stark; род. 12 июня 1955, Рена, Мекленбург — Передняя Померания) — немецкий легкоатлет, специалист по многоборьям. Выступал за сборную ГДР по лёгкой атлетике в 1976—1982 годах, дважды бронзовый призёр чемпионатов Европы, победитель Кубка Европы в личном и командном зачётах, чемпион первенств национального значения, участник двух летних Олимпийских игр. Позже — тренер и педагог.

## Биография
Зигфрид Штарк родился 12 июня 1955 года в городе Рена.
Занимался лёгкой атлетикой в спортивном клубе «Трактор» в Шверине.
В 1973 году показал четвёртый результат на юниорском европейском первенстве в Дуйсбурге.
Впервые заявил о себе в десятиборье на взрослом международном уровне в сезоне 1976 года, когда победил на чемпионате ГДР по лёгкой атлетике, вошёл в состав восточногерманской национальной сборной и благодаря череде удачных выступлений удостоился права защищать честь страны на летних Олимпийских играх в Монреале. Набрал в сумме всех дисциплин 8048 очков, расположившись в итоговом протоколе соревнований на шестой строке.
В 1977 году выступил на Кубке Европы по легкоатлетическим многоборьям в Лилле, где занял восьмое и третье места в личном и командном зачётах соответственно.
В 1978 году в десятиборье взял бронзу на чемпионате Европы в Праге.
На домашнем Кубке Европы 1979 года в Дрездене одержал победу в личном и командном зачётах.
В мае 1980 года на соревнованиях в Галле установил свой личный рекорд в десятиборье, набрав 8534 очка. Находясь в числе лидеров легкоатлетической команды ГДР, благополучно прошёл отбор на Олимпийские игры в Москве — на сей раз из-за травмы досрочно завершил выступление и не показал никакого результата.
После московской Олимпиады Штарк ещё в течение некоторого времени оставался в составе восточногерманской национальной сборной и продолжал принимать участие в крупнейших международных стартах. Так, в 1981 году на Кубке Европы в Бирмингеме он был восьмым в личном зачёте и стал серебряным призёром командного зачёта.
В 1982 году завоевал бронзовую медаль в десятиборье на чемпионате Европы в Афинах.
Впоследствии работал тренером-преподавателем по лёгкой атлетике. После объединения Германии уехал тренировать десятиборцев в Австрию, но через четыре года вернулся на родину. Позже открыл собственный спортивный зал в Ратцебурге.